# Anypodetus leucothrix
Anypodetus leucothrix là một loài ruồi trong họ Asilidae. Anypodetus leucothrix được Londt miêu tả năm 2000. Loài này phân bố ở vùng nhiệt đới châu Phi.